# Avenue de Nonneville
L'avenue de Nonneville est une voie située à Aulnay-sous-Bois,,.

## Situation et accès
Cette avenue orientée ouest-est commence à la route départementale 41 (route de Bondy). Elle croise notamment la rue de Rome, puis traverse le carrefour formé par l'avenue des Pavillons-sous-Bois et l'avenue de la Croix-Blanche.
Elle passe ensuite l'avenue Vercingétorix, l'avenue du Clocher et l'avenue Arthur-Chevalier.
Elle se termine dans les environs du pont ferroviaire de la ligne 4 du tramway d'Île-de-France au-dessus du canal de l'Ourcq.

## Origine du nom

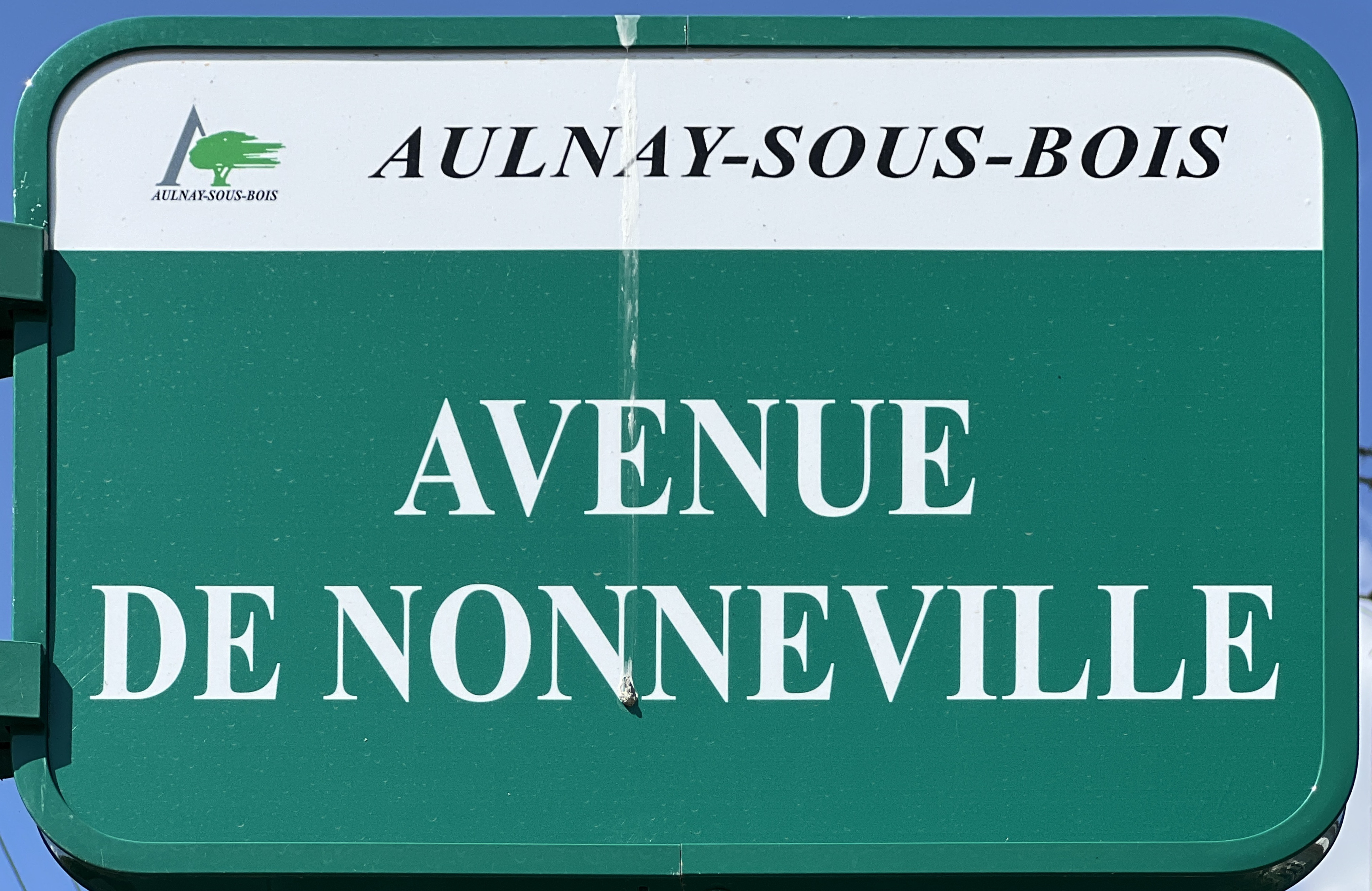
Plaque de l'avenue.

Cette avenue tient son nom de la seigneurie de Nonneville, dont le nom pourrait venir d'un domaine rural gallo-romain, situé à neuf lieues de Paris.
En 1209, Thibaud de Nonovilla, chevalier, dota la paroisse Saint-Jean Baptiste de Nonneville, nouvellement créée d’un démembrement de la paroisse de Bondy ou de celle de Drancy, du consentement du prieur de l'abbaye de Saint-Martin-des-Champs (Pierre I ou Foulques I).
La seigneurie de Nonneville fut acquise en 1493 par Jacques Coitier, premier médecin de Louis XI. Elle aurait mesuré 100 arpents. On relève à Bondy, un chemin de Nonneville qui y conduisait.

## Historique

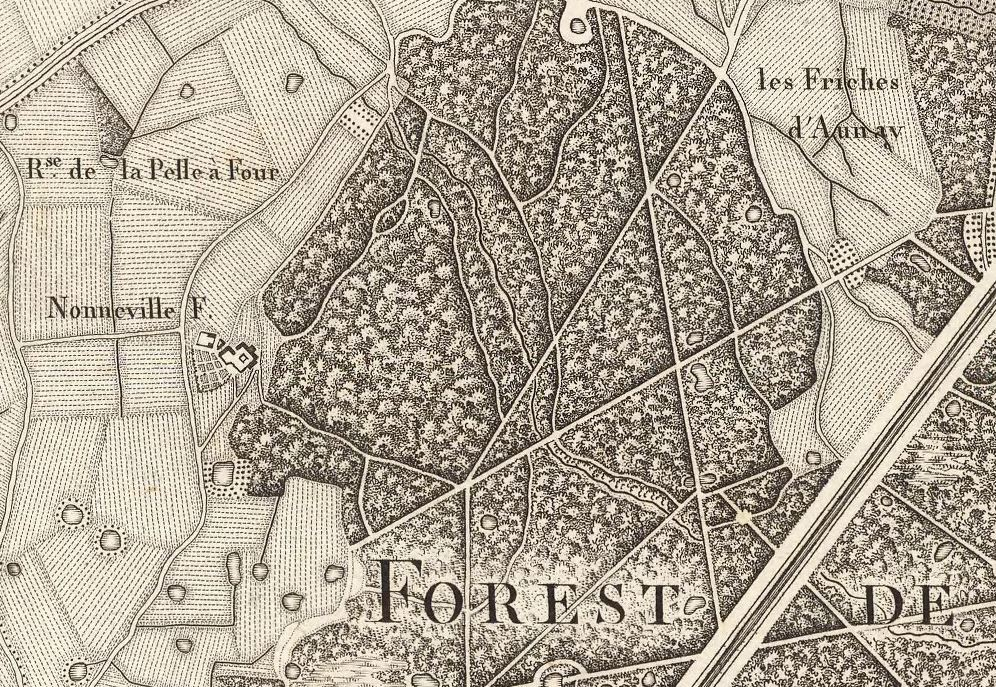
Nonneville et la forêt de Bondy sur la carte des Chasses du Roi en 1807.

Elle figure sur la carte des Chasses du Roi, datant de la fin du XVIIIe siècle, comme un chemin parfaitement rectiligne à travers la forêt de Bondy.
À l'angle de l'avenue du Gros-Peuplier se trouvait un très ancien peuplier. Il était le dernier des arbres magnifiques qui peuplaient la forêt de Bondy lorsque celle-ci fut vendue par la famille d’Orléans. Il fut abattu en 2016.

## Bâtiments remarquables et lieux de mémoire
- Zone industrielle Chanteloup.

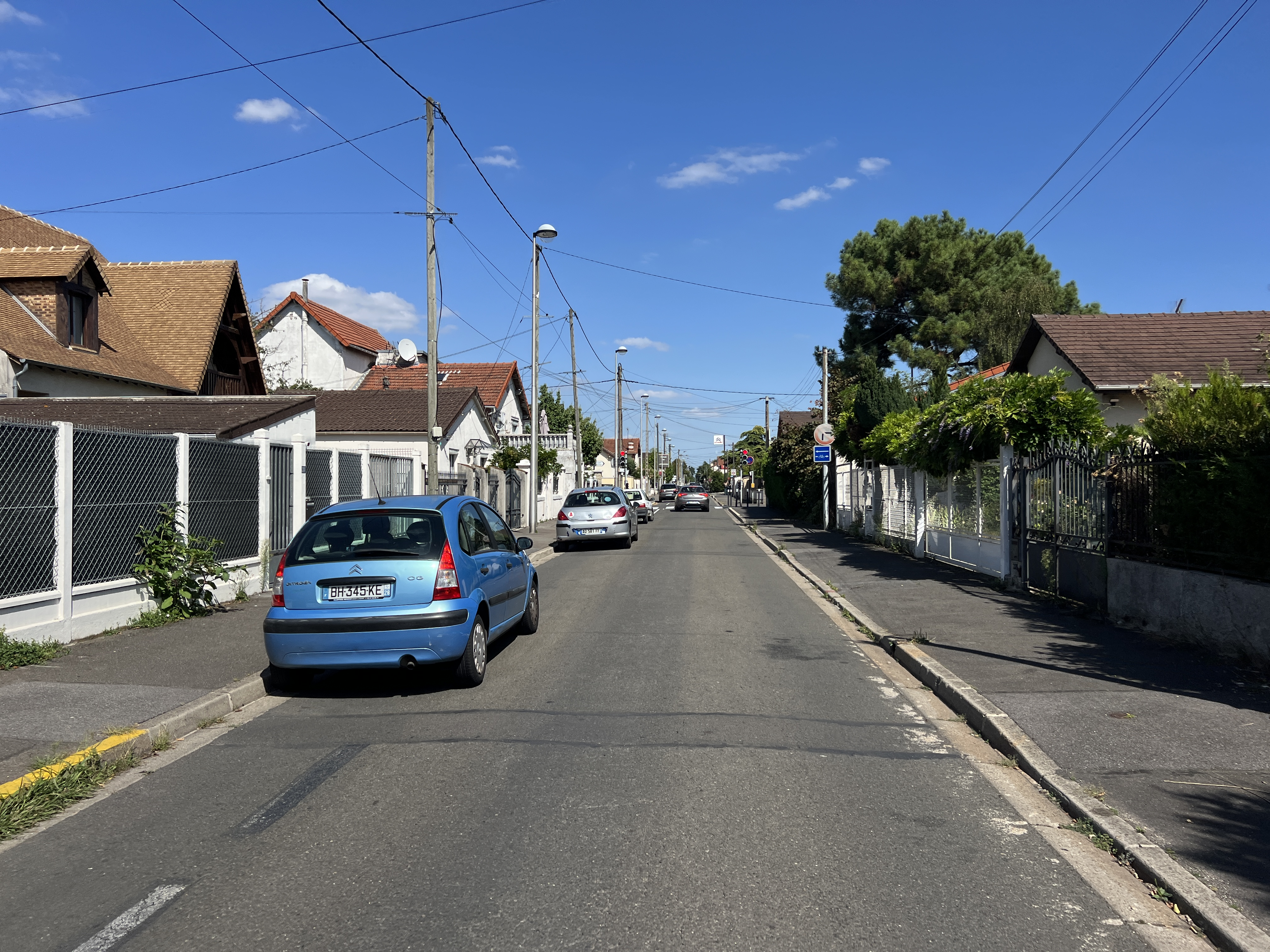
L'avenue en août 2022.

- Emplacement de l'ancien parc d'Aulnay, entre l'avenue de Nonnevile et la place de la République, où furent découverts au XIXe siècle des vestiges archéologiques remontant à l’Antiquité[10],[11]. Selon G. Lecourtier, instituteur de la commune, qui écrivit en 1899 une monographie d'Aulnay, des médailles d'or y auraient été également retrouvées[12].